# 巴罗兰迪亚
巴罗兰迪亚是巴西托坎廷斯州的一个市镇。总面积713.297平方公里，总人口5155人，人口密度7.2人/平方公里。